# Plitvička Jezera (Ličko-senjska županija)
Plitvička Jezera su općina u Ličko-senjskoj županiji.

## Uprava
Upravno je sjedište Općine u Korenici. Najznačajniji gospodarski objekt na području Općine je Javna ustanova Nacionalni park Plitvička jezera.
U sastavu općine se nalaze 43 naselja, od kojih se veličinom, osim Korenice, izdvajaju Bjelopolje, Jezerce, Gornji Vaganac, Ličko Petrovo Selo, Plitvička Jezera (Mukinje) i Smoljanac.
Naselja: Bjelopolje, Čanak, Čujića Krčevina, Donji Vaganac, Drakulić Rijeka, Gornji Vaganac, Gradina Korenička, Homoljac, Jasikovac, Jezerce, Kalebovac, Kapela Korenička, Kompolje Koreničko, Končarev Kraj, Korana, Korenica, Kozjan, Krbavica, Ličko Petrovo Selo, Mihaljevac, Novo Selo Koreničko, Oravac, Plitvica Selo, Plitvička Jezera, Plitvički Ljeskovac, Poljanak, Ponor Korenički, Prijeboj, Rastovača, Rešetar, Rudanovac, Sertić Poljana, Smoljanac, Šeganovac, Trnavac, Tuk Bjelopoljski, Vranovača, Vrelo Koreničko, Vrpile, Zaklopača i Željava.

## Zemljopis
Općina je prometno povoljno smještena na Državnoj cesti D1 (Zagreb – Split).
Nalazi se između 44 stupnja i 55 minuta i 44 stupnja 40 minuta sjeverne zemljopisne širine i 15 stupnjeva i 30 minuta i 15 stupnjeva i 45 minuta istočne zemljopisne dužine. Zapadno je Općina Vrhovine, sjeverno Rakovica, južno Udbina, a na istoku državna granica s Bosnom i Hercegovinom. Najveći dio površine zauzimaju južni dijelovi planina Male Kapele i sjeverni Plješivice s gorama Mrsinj na jugoistoku i Medvjeđak na sjeveru. Vegetacija je najvećim dijelom šumska: niže grab, a prema većim visinama bukva, jela i dr. Manji dio zauzimaju poljoprivredne površine na sjeveroistoku na jugu. Najniža točka nadmorske visine je Gavranića Most kod Vaganca (289m) na sjeveru, a najviša Gola Plješivica (1646m) na istoku. Klima je na sjeveroistočnom i južnom dijelu umjereno kontinentalna, s umjerenom količinom padalina, a ostalo je planinska s velikom količinom padalina. Od vodenih tokova na sjeveru je sustav Plitvičkih jezera s gornjim tokom rijeke Korane, a na jugu Korenička rijeka, koja s još nekim potocima čini rječicu Maticu, koja u Koreničkom polju ponire podno planine Plješivice.

## Stanovništvo
Prema popisu stanovništva iz 2001. općina je imala 4668 stanovnika, od kojih 67,3 % Hrvata i 30,5 % Srba.
| broj stanovnika | 14425 | 16789 | 15435 | 15964 | 17436 | 16457 | 16072 | 15097 | 9292  | 9198  | 8898  | 8086  | 7383  | 7156  | 4668  | 4373  | 3649  |
|                 | 1857. | 1869. | 1880. | 1890. | 1900. | 1910. | 1921. | 1931. | 1948. | 1953. | 1961. | 1971. | 1981. | 1991. | 2001. | 2011. | 2021. |

Prema popisu stanovništva iz 2011. godine, naselje Plitvička Jezera imalo je 315 stanovnika te 143 obiteljskih kućanstava.
| broj stanovnika | 16    |       |       |       | 5     | 47    | 57    | 80    | 13    | 98    | 152   | 458   | 692   | 547   | 381   | 315   | 301   |
|                 | 1857. | 1869. | 1880. | 1890. | 1900. | 1910. | 1921. | 1931. | 1948. | 1953. | 1961. | 1971. | 1981. | 1991. | 2001. | 2011. | 2021. |

## Naselje Plitvička Jezera
Plitvička Jezera kao samostalno naseljeno mjesto postoje od popisa 1991. godine. Jedina ulica u naselju naziva se Mukinje. U naselju oko 80 % stanovništva živi u stambenim zgradama, njih oko 10 – 12 planski raspoređenih na vrhu naselja. U mjestu se nalazi Pastoralni centar Plitvice, Osnovna škola Plitvička Jezera, Robni centar Mukinje, zdravstvena ambulanta Mukinje, Dječji vrtić Vidra, restoran i nekoliko sportskih klubova.

## Gospodarstvo
Najznačajniji je gospodarski subjekt na području Općine Javna ustanova Nacionalni park Plitvička jezera. To je jedna od rijetkih hrvatskih ustanova za upravljanje zaštićenim područjima koja ostvaruje dovoljno vlastitih prihoda. Javna ustanova prihode ostvaruje organizacijom posjećivanja i prihvatom posjetitelja, smještajno-ugostiteljskom (u sastavu JU su četiri hotela, dva kampa, te nekoliko restorana) i trgovačkom djelatnošću, te zapošljava oko 700 stalnih radnika, a u sezoni posjećivanja još oko 400 sezonskih radnika. Tijekom sezone najviše je radnika potrebno u odjelu prihvata posjetitelja te u ugostiteljskom sektoru. Ostale gospodarske djelatnosti na zaštićenom području ograničene su Zakonom o zaštiti prirode, tako da je i privatna inicijativa orijentirana na smještaj posjetitelja. 
U ostalim mjestima na području općine postoji niz privatnih obrta koji se bave i drugim djelatnostima, ali ih se najviše ipak bavi ugostiteljstvom, turizmom i trgovinom. Među njima je najznačajniji Ugostiteljski obrt 'Macola' u Korenici. Osim toga, u Korenici i okolnim selima razvijeno je stočarstvo i proizvodnja mlijeka, meda te domaće ličke šljivovice.

## Poznate osobe
Poznate osobe porijeklom iz ove općine su:
- Andrija Štampar (1888. – 1958.), liječnik i dekan Medicinskog fakulteta u Zagrebu
- Čedo Prica, hrv. književnik
- Alma Prica, hrv. glumica
- Mirjana Rakić, urednica na HTV-u
- Rade Šerbedžija, hrv. glumac
- Vlado Kalember, hrv. pjevač
- Dejan Šorak, hrv. filmski režiser
- Đorđe Rapajić, hrv. glumac (Nosonja iz TV-serije Smogovci).

## Spomenici i znamenitosti
- Nacionalni parkovi: Nacionalni park Plitvička jezera

## Obrazovanje
U Općini Plitvička Jezera dvije su osnovne škole: OŠ Plitvička Jezera u mjestu Plitvička Jezera (Mukinje) i OŠ dr. Franje Tuđmana u Korenici. Srednja škola Plitvička jezera nalazi se u Korenici. Škola ima gimnazijski i ugostiteljsko-turistički program (zanimanja hotelijersko-turistički tehničar, kuhar, konobar, slastičar).   
Gimnazija je u Korenici postojala još od 1920. godine, a početkom sedamdesetih je pri NP Plitvička jezera osnovana ugostiteljska škola koja je ubrzo pripojena koreničkoj gimnaziji. Današnja škola uspješno povezuje i nastavlja ove dvije tradicije.
U školu se upisuju mahom učenici iz Korenice, Plitvičkih Jezera, Rakovice, Udbine i Donjeg Lapca, ali i iz Gračaca, Srba, Otočca, Kutereva, Gospića, Vrhovina, Ličkog Lešća, Ramljana, Plaškog i Slunja.
U Korenici od 2012. godine djeluje HKUD Korenica, koji njeguje narodne plesove i pjesme Like, Slavonije i Bosne.

## Šport
- NK Plitvice
- Kuglački klub Plitvice Plitvička Jezera
- Ženski kuglački klub Plitvice Plitvička Jezera
- NK Lika '95 Korenica

## Vanjske poveznice
- Službene stranice Turističke Zajednice Plitvička jezera
- Popis stanovništva Hrvatske